# 33-й Северокаролинский пехотный полк
33-й Северокаролинский пехотный полк (33rd North Carolina Infantry Regiment) представлял собой один из пехотных полков армии Конфедерации во время Гражданской войны в США. Полк прошёл все сражения гражданской войны на востоке от Нью-Берна и Гановер-Кортхауз до капитуляции при Аппоматтоксе.

## Формирование
33-й Северкоаролинский был сформирован в Роли 1 сентября 1861 года. Его роты были набраны в округах Айрделл, Эджкомб, Кабаррус, Уилкс, Гейтс, Хайд, Камберленд, Форсит и Грин. Его первым полковником стал Лоуренс О’Брайан Брэнч, подполковником — Кларк Эвери (англ.), майором — Роберт Кован. Полк простоял некоторое время в Роли, потом был отправлен в Кэмп-Магнум, а зимой 1861—1862 года простоял в Нью-Берне. В январе полковник Брэнч был повышен в звании до бригадного генерала, а полк возглавил Кларк Эвери.

## Боевой путь
Полк числился в бригаде Брэча и стоял под Нью-Берном, когда 12 марта 1862 года пришли вести о высадке федерального десанта неподалёку. 13 марта генерал Брэнч выдвинул свою бригаду вперёд и 14 марта произошло сражение при Нью-Берне. Полки бригады были развёрнуты в линию, а 33-й Северокаролинский стоял в резерве. В трудный момент его выдвинули вперёд и присоединили к левому флангу 26-го Северокаролинского полка. На этой позиции полк сдерживал наступление противника более трёх часов, и держался даже тогда, когда начал отступать левый фланг и федералы начали выходить в тыл полку. Генерал Брэнч приказал полку отступить, но вестовой не смог доставить этот приказ. Полк отступил только после того, как израсходовал все боеприпасы. Федеральный полковник Кларк написал в рапорте, что два полка — 33-й и 26-й северокаролинские — были вооружены лучше всех и сражались упорнее всех прочих полков. «Огонь его Энфилдов был ужасающим», писал в рапорте генерал Брэнч.
В этом бою потери полка были необычно высоки: 32 человека убито, 28 ранено и 144 попало в плен. Среди пленных оказался также и полковник Эвери, поэтому командование принял подполковник Роберт Хук. После сражения все полки были отведены к Кинстону, где 31 марта сведены в две бригады — под командованием Роберта Ренсома и Лоуренса Брэнча. 33-й оказался в бригаде Брэнча.

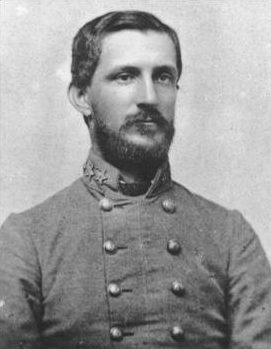
Подполковник Роберт Хук

В мае полки бригады Брэнча были отправлены в Вирджинию. 33-й выступил 4 мая и 5 мая прибыл в Гордонсвилл, простоял там 10 дней и был направлен на присоединение к отряду Томаса Джексона в долине Шенандоа, но успел дойти только до Голубого Хребта, откуда его отправили обратно в Гордонсвилл, а оттуда — в Гановер-Кортхауз. Там 27 мая полк участвовал в сражении при Гановер-Кортхуз, где была задействована вся бригада Брэнча и ещё два полка.
После сражения бригаду Брэнча отвели на правый берег Чикахомини и присоединили к дивизии генерала Эмброуза Хилла — так полк стал частью знаменитой «Лёгкой дивизии Хилла». 26 июня полк участвовал в сражении при Механиксвилле, а затем в сражении при Гейнс-Милл. 30 июня полк участвовал в сражении при Глендейле. В сражении при Малверн-Хилл он задействован не был. Всего в боях Семидневной битвы полк потерял 8 человек убитыми и 52 ранеными.
В августе дивизия Хилла была присоединена к дивизиям Джексона и направлена вместе с ними к Калпеперу, где передовые части Джексона попали в трудное положение в сражении у Кедровой горы. Дивизия Хилла подошла последней и Хилл послал вперёд бригаду Брэнча, при этом 33-й Северокаролинский находился в центре линии бригады. Бригада ударила по федералам и обратила их в бегство. После сражения Томас Джексон лично выразил бригаде благодарность и снял перед ними шляпу. «Это было великолепное зрелище, — вспоминал рядовой 33-го Северокаролинского, — Великий Джексон Каменная Стена обнажает свою голову в нашем присутствии. Всякий, кто видел это, никогда не сможет забыть. Какой сюжет для художника». В этом бою полк потерял 6 человек убитыми и 30 ранеными.